# Jorge Aguilar
Jorge Roberto Aguilar Mondaca (ur. 8 stycznia 1985 w Santiago) – chilijski tenisista, reprezentant w Pucharze Davisa.

## Kariera tenisowa
Zawodowym tenisistą Aguilar był w latach 2003–2015.
W grze pojedynczej wielokrotnie wygrywał rozgrywki ITF Men's Circuit w grze pojedynczej. W 2010 roku po raz pierwszy wystąpił w turnieju głównym wielkiego szlema, podczas Rolanda Garrosa, przechodząc najpierw przez eliminacje.
W latach 2010–2014 reprezentował Chile w Pucharze Davisa, rozgrywając w zawodach piętnaście meczów, z których w ośmiu zwyciężył.
Chilijczyk zdobył startując w igrzyskach panamerykańskich srebrny medal, w 2007 roku w Rio de Janeiro w grze podwójnej. Podczas igrzysk boliwaryjskich w 2013 roku w Trujillo zdobył złoty medal w grze drużynowej. Na igrzyskach Ameryki Południowej w Santiago w 2014 roku zdobył brąz w grze mieszanej.
W rankingu singlowym Aguilar najwyżej był na 167. miejscu (11 października 2010), a w klasyfikacji deblowej na 170. pozycji (26 września 2011).